# Ribeirão Galinha
Ribeirão Galinha es una localidad caboverdiana del municipio de São Lourenço dos Órgãos.

## Geografía
La localidad está situada en la isla Santiago.

## Organización territorial
La localidad abarca los lugares y barrios de:
- Djigai
- Matão
- Pedra Janela
- Ribeirão Galinha
- Subida Gomiciano